# Stretto di Rikord
Lo stretto di Rikord (in russo пролив Рикорда) è un braccio di mare nell'oceano Pacifico settentrionale, nella catena delle isole Curili, che separa l'isola di Ketoj dalle isole Ušišir. È largo circa 26 km e collega il mare di Ochotsk con l'oceano Pacifico. Si trova nel Severo-Kuril'skij rajon dell'oblast' di Sachalin, in Russia. 
Circa nel mezzo dello stretto (47°30′54″N 152°48′39″E) ad una profondità di circa 130 m si trova il vulcano Rikorda, più precisamente un massiccio con una serie di vulcani sottomarini attivi.
Lo stretto fu scoperto durante una spedizione idrografica (1811-1813) sullo sloop Diana e così chiamato in onore dell'ammiraglio russo Pëtr Ivanovič Rikord (Пётр Иванович Рикорд), a quel tempo ufficiale di alto rango a bordo del Diana.